# Bessie De Voie
Bessie De Voie, née Elizabeth Van Dorn dans les années 1880 et morte le 30 juin 1974, est une actrice et danseuse américaine de vaudeville et de théâtre. Sa vie personnelle a fait la une des journaux de 1908 à 1910, en raison de sa relation avec Frank Jay Gould.

## Origines
Ses origines ont fait l'objet de divers récits dans la presse de son époque. Elle a été décrite par le Detroit Free Press comme originaire de Mount Clemens dans le Michigan. D'autres sources la disent venant de Virginie et « connue en privé sous le nom de Bessie van Dorn ». D'autres rapportent qu'elle vient du Kentucky ou qu'elle a vécu à Paducah, et qu'elle est la fille de Robert Van Dorn, un ingénieur ferroviaire mort dans un accident de train en 1893,. D'autres sources mentionnent Evansville comme sa ville natale,.
Sa nécrologie de 1974 indique Elizabeth Van Dorn comme nom de naissance et Bedford pour le lieu de naissance. La nécrologie suggère une date de naissance en 1888 mais comme elle commence une tournée aux États-Unis comme danseuse en 1899, elle est probablement née plus tôt. Ses parents, Robert Van Dorn et May Clark Van Dorn, se sont mariés vers 1883.

## Carrière
Elle commence sa carrière avant 1900 et fait partie d'un duo nommé Young et De Voie avec son collègue danseur Frank C. Young,,. Elle joue aussi des rôles de soubrette. Young et De Voie participent aux tournées A Hole in the Ground (1900–1901), A Trip to Chinatown (1901) et Hunting for Hawkins (1901–1902),,. Découverte par l'actrice Maxine Elliott, elle remplace Paula Edwardes (en) dans The Show Girl (1902). En 1904, elle fait partie de la grande Rogers Brothers Company, dans la même distribution que Fred Niblo. Ses apparitions à Broadway comprennent les comédies musicales Mr. Bluebeard (1903), The Rogers Brothers in Paris (1904), The Rogers Brothers in Ireland (1905-1906), et The Dairymaids (1907). De Voie fait partie du casting de M. Bluebeard lors de l'incendie du Théâtre Iroquois une nuit de 1903, l'incendie le plus meurtrier de l'histoire américaine dans un bâtiment.
De Voie quitte la scène quelques années lors de ses affaires judiciaires, puis revient pour des cachets plus élevés en raison de sa renommée,. « C'est un fait lamentable que là où des centaines sont allés auparavant voir la fille qui était simplement jolie et une danseuse gracieuse, des milliers affluent maintenant pour voir la danseuse qui pensait qu'elle allait épouser Frank Gould », commente le National Tribune en 1910. Variety rapporte que son apparition dans le vaudeville de 1910, destiné à tirer parti de sa renommée, est un échec et noté : « lorsqu'une femme - ou un homme - utilise la publicité d'affaires privées pour obtenir un engagement ou un réengagement sur scène, personne ne regrette de l'avoir vu faire un 'flop'. ».
On la voit ensuite dans Our Miss Gibbs (1910), Three Twins (1910), Louisiana Lou (1912-1913) avec Sophie Tucker , et The Doll Girl (1914) avec Hattie Williams et Richard Carle. Elle danse avec Al B. White en 1913, Dare Phillips en 1914 et Guy Livingston en 1915. En 1917, elle se produit dans Pom Pom avec Mitzi Hajos.

## Vie privée
Bessie De Voie est citée en 1908 lors de la procédure de divorce entre Frank Jay Gould et Helen Margaret Kelly,. En 1909, elle poursuit Gould pour fraude et fausse déclaration et demande 250 000 $ (7 500 000 $ actuels) en compensation d'une promesse de mariage non tenue. Elle publie les lettres que Gould lui a envoyées, « contenant de nombreuses expressions d'affection ». Le scandale fait la une des journaux aux États-Unis en 1909 et 1910. L'action judiciaire s'éteint lorsque Gould règle 10 000 $ à De Voie.
Elle travaille comme vendeuse après 1920. Elle prend sa retraite en 1962 et meurt dans un hôpital de convalescence à Bridgeport, Connecticut en 1974, à l'âge d'environ quatre-vingt-dix ans. Sa tombe se trouve à Mattoon, Illinois.